# Codonopsis tangshen
Codonopsis tangshen är en klockväxtart som beskrevs av Daniel Oliver. Codonopsis tangshen ingår i släktet Codonopsis, och familjen klockväxter. Inga underarter finns listade i Catalogue of Life.